# Sol, poper in sanje
Sol, poper in sanje je studijski album Janeza Bončine - Benča, ki je izšel leta 2010 pri založbi Hommage Records. V enajstih pesmih, slikah življenja, se prepletajo zgodbe, usode in čustvovanja ljudi v nostalgičnem in sodobnem.
Kot sodelujoči glasbeniki so na albumu Sol, poper in sanje sodelovali glasbeniki, s katerimi je Benč deloval v različnih obdobjih:
- Pri skladbi »Bendologija« je sodeloval pozavnist Peter Hudobivnik, s katerim je Benč sodeloval pri Mladih levih.
- Pri več skladbah sodelujejo glasbeniki, s katerimi je Benč igral pri skupinah Srce in September: Marjan Malikovič, Jadran Ogrin, Čarli Novak, Braco Doblekar ...
- Pri skladbi »Paranoja boogie« je kot avtor glasbe sodeloval Mare Lebar, danes Mark Lemer (Lunn-a-park), s katerim je Benč igral konec 80. let pri zasedbi Junaki nočne kronike.
- Pri plošči sta sodelovala tudi kitarist Primož Grašič in basist Jani Hace, s katerima je Benč preživljal jazzovsko obdobje 90. let.
- Pri skladbah »Nazaj«, »I Feel Love« in »The Night of My Life« sodelujejo raperji Trkaj ter Murat & Jose.
- Najnovejši Benčev duet na plošči je z mlado pop zasedbo Juliette Justine.[3]

S skladbo »Sol, poper in sanje« je Benč sodeloval na Melodijah morja in sonca 2009, kjer je osvojil Nagrado za najboljšo izvedbo, aranžer Grega Forjanič pa je osvojil Nagrado za aranžma.

## Seznam skladb
| Št. | Naslov | Dolžina |
| --- | --- | ------- |
| 1.  | „Štipenzija‟ (J. Bončina) | 5:47    |
| 2.  | „Paranoja boogie‟ (M. Lebar - J. Bončina - J. Bončina)                                                                             | 3:35    |
| 3.  | „Obrnil bom ta svet‟ (J. Bončina - B. Fekonja - J. Bončina, M. Malikovič, J. Ogrin)                                                | 3:49    |
| 4.  | „I Feel Love‟ (J. Bončina - J. Bončina, Murat & Jose - G. Forjanič)                                                                | 4:46    |
| 5.  | „Sol, poper in sanje‟ (J. Bončina - D. Starič - G. Forjanič)                                                                       | 5:17    |
| 6.  | „Oče in sin‟ (J. Bončina - J. Bončina - G. Forjanič)                                                                               | 4:00    |
| 7.  | „Ko ljubezen se rodi‟ (J. Ogrin - J. Bončina - J. Ogrin)                                                                           | 4:35    |
| 8.  | „Nazaj‟ (Murat, M. Gregorič, J. Jarni, G. Kačar, L. Kuhar - Murat & Jose - Murat, Jose, M. Gregorič, J. Jarni, G. Kačar, L. Kuhar) | 5:08    |
| 9.  | „Pelji me v raj‟ (A. Vozlič - A. Vozlič - A. Vozlič, A. Pekarovič, L. Vehar, B. Pajk, M. Kavčič, G. Peršl)                         | 3:15    |
| 10. | „Bendologija‟ (L. Borisoff - E. Tatarsky - P. Grašič)                                                                              | 3:52    |
| 11. | „The Night of My Life‟ (J. Bončina - B. Kastelic, R. Terkaj - M. Gorše)                                                            | 3:16    |

## Glasbeniki
- Janez Bončina - Benč – solo vokal, spremljevalni vokal
- Mike Sponza – kitara (1)
- Zdenko Cotič Coto – kitara, slide kitara (1, 2)
- Marjan Malikovič – spremljevalni vokal (1, 3, 4, 7), kitara (3)
- Jadran Ogrin – bas (1, 2, 7), kitare (7), fretless bas (3)
- David Morgan – bobni (3)
- Braco Doblekar – alt saksofon solo, spremljevalni vokal (3)
- Žiga Kožar – bobni (1, 2)
- Primož Grašič – kitare (2, 4, 5, 6, 10), klaviature (10), scat solo (10)
- Gabriel Ogrin – Hammond C3 (3, 7)
- Murat & Jose – rap (4, 8)
- Lovro Ravbar – alt saksofon solo (4)
- Čarli Novak – bas (4, 5, 6)
- Grega Forjanič – klaviature (4, 5, 6), akustična kitara (6), tolkala (6), brass (4)
- Ratko Divjak Rale – bobni (4, 5, 6)
- Matjaž Sterže – solo kitara (7)
- Moreno Buttinar – bobni (7)
- Marko Gregorič – kontrabas (8)
- Jani Jarni – kitara (8)
- Gašper Kačar – klaviature (8)
- Luka Kuhar – bobni (8)
- Juliette Justine – vokal, spremljevalni vokal (9)
- Andrej Pekarovič – kitara (9)
- Luka Vehar – kitara (9)
- Mitja Kavčič – klaviature (9)
- Bernard Pajk – bas (9)
- Gašper Peršl – bobni (9)
- Alenka Godec – vokali (10)
- Jani Hace – bas, ritem program (10)
- Peter Hudobivnik – trombon (10)
- Trkaj –  rap (11)
- Miha Gorše –  klaviature, kitare, ritem program, brass (11)
- Jani Moder – solo kitara (11)